# David Rees (homme politique)
Pour les articles homonymes, voir David Rees.
David Rees, né le 17 janvier 1957 à Port Talbot, est un homme politique britannique œuvrant au pays de Galles.
Élu membre de l’Assemblée galloise dans la circonscription d’Aberavon en 2011, il siège d’abord à l’arrière-ban du groupe travailliste avant de devenir président du comité de la Santé et de la Protection sociale à partir de 2013, lorsque Mark Drakeford est nommé ministre par Carwyn Jones. Après avoir été reconduit à l’issue du scrutin de 2016, il dirige le comité des Affaires extérieures et de la Législation supplémentaire pendant la mandature suivante. Sous le VIe Senedd, David Rees occupe la fonction de vice-président du Parlement gallois à partir de 2021.

## Biographie

### Éléments personnels et carrière professionnelle
David Rees naît le 17 janvier 1957 à Port Talbot, dans le sud du pays de Galles.

### Carrière politique
Entré au Parti travailliste en 1982, il occupe diverses fonctions au sein de la formation politique, notamment celle de secrétaire du parti travailliste de circonscription d’Aberavon entre 2005 et 2011.
Après avoir été candidat dans la circonscription de Brecon and Radnorshire aux élections de 2003, David Rees se présente en cinquième position sur la liste régionale du Parti travailliste gallois aux élections générales de l’assemblée nationale pour le pays de Galles de 2007.
À l’occasion des élections générales de l’Assemblée galloise de 2011, il reçoit l’investiture travailliste dans la circonscription d’Aberavon, s’y fait élire comme membre de l’Assemblée — dont le titre est altéré en membre du Senedd en  2020 lorsque la législature devient le Parlement gallois — et intègre ainsi le Senedd. Il conserve son mandat après les scrutins de 2016 et de 2021,,.
À la suite de la nomination de Mark Drakeford comme ministre de la Santé et des Services sociaux dans le deuxième gouvernement de Carwyn Jones, David Rees est désigné le 10 juillet 2013 président du comité de la Santé et des Services sociaux de la chambre. Sous la législature suivante, dont le cycle s’est ouvert en 2016, il est nommé le 28 juin président du comité de la Politique de réserve et de la Législation, renommé, quelques jours plus tard en comité des Affaires extérieures et de la Législation supplémentaire. Le 12 mai 2021, à la séance inaugurale du VIe Senedd, il est élu vice-président du Parlement gallois,,,,.

## Résultats électoraux

### Assemblée nationale pour le pays de Galles et Parlement gallois

#### Région
| Élection           | Région           | Liste | Liste              | Liste    | Liste  | Liste | Sièges de circonscription | Sièges régionaux | Résultat |
| Élection           | Région           | Parti | Parti              | Position | Voix   | %     | Sièges de circonscription | Sièges régionaux | Résultat |
| ------------------ | ---------------- | ----- | ------------------ | -------- | ------ | ----- | ------------------------- | ---------------- | -------- |
| Générales de 2007, | South Wales West |       | Parti travailliste | 5e       | 58 347 | 35,77 | 7 / 7                     | 0 / 4            | Échec    |

#### Circonscription
| Élection           | Circonscription        | Parti  | Parti              | Voix  | %     | Résultat |
| ------------------ | ---------------------- | ------ | ------------------ | ----- | ----- | -------- |
| Assemblée de 2003, | Brecon and Radnorshire |        | Parti travailliste | 3 130 | 11,66 | Échec    |
| Générale de 2011   | Aberavon               | 12 104 | Parti travailliste | 64,11 | Élu   |          |
| Générale de 2016   | Aberavon               | 10 578 | Parti travailliste | 50,73 | Élu   |          |
| Générale de 2021   | Aberavon               | 10 505 | Parti travailliste | 47,39 | Élu   |          |

## Détail des mandats et fonctions

### Mandat électif
- Membre de l’Assemblée puis du Senedd, élu dans la circonscription d’Aberavon (en fonction depuis le 6 mai 2011).

### Fonctions législatives
- Vice-président du Senedd (en fonction depuis le 12 mai 2021).
- Président du comité des Affaires extérieures et de la Législation supplémentaire[c] (du 28 juin 2016 au 29 avril 2021).
- Président du comité de la Santé et de la Protection sociale (du 10 juillet 2013 au 5 avril 2016).